# Scleronema teiniagua
Scleronema teiniagua es una especie del género de peces de agua dulce Scleronema, perteneciente a la familia de los trichomictéridos. Habita en ambientes acuáticos subtropicales en el centro-este de Sudamérica.

## Taxonomía
Descripción original
Esta especie fue descrita originalmente en el año 2020 por los ictiólogos Juliano Ferrer y Luiz Roberto Malabarba.
Localidad tipo
La localidad tipo referida es: “arroyo Tres Cruces Grande, en las coordenadas 30°35′31″S 56°37′34″O / -30.59194, -56.62611, afluente del río Cuareim cuenca media del río Uruguay, departamento de Artigas, Uruguay”.
Holotipo
El ejemplar holotipo designado es el catalogado como: ZVC-P 14522, el cual midió 45,2 mm de longitud estándar. Fue capturado el 8 de septiembre de 2005, por F. Canteira, J. Ferrer, L. R. Malabarba y V. A. Bertaco. Fue depositado en la colección de ictiología del Departamento de Zoología Vertebrados (ZVC-P), Universidad de la República, ubicada en la ciudad uruguaya de Montevideo.
Etimología
Etimológicamente, el término genérico Scleronema se construye con dos palabras del idioma griego, en donde: skleros significa 'duro' y nema es 'filamento'. El epíteto específico teiniagua es un sustantivo en aposición, el cual hace referencia al personaje de un cuento de ficción titulado “Salamanca do Jarau”, popularizado en el estado de Río Grande del Sur por el escritor João Simões Lopes Neto. En esta historia, Teiniaguá era una princesa transformada en una bruja que vive en una cueva del cerro do Jarau, el cual se inserta en el área de distribución de este pez.
Relaciones filogenéticas y características
Dentro del género Scleronema, Scleronema teiniagua pertenece al grupo de especies Scleronema minutum. Posee una longitud estándar de entre 15,5 y 45,2 mm.

## Distribución y hábitat
Scleronema teiniagua se distribuye exclusivamente en la cuenca del río Cuareim, el cual forma un límite natural entre el estado de Río Grande del Sur, del sur del Brasil, y el noroeste de Uruguay. Este curso fluvial es un afluente por la margen izquierda de la porción media del río Uruguay, el cual es parte de la cuenca del Plata, cuyas aguas se vuelcan en el océano Atlántico Sudoccidental por intermedio del Río de la Plata. Podría también habitar más al sur, en otras cuencas de Uruguay, en el arroyo Milano de la del río Santa Lucía (por material coleccionado en el año 1958) y en la del río Queguay (por material coleccionado en el año 1971), sin embargo estos registros no se repitieron y podrían tratarse de errores de etiquetado o de identificación, por lo que su presencia en ellos debe considerarse con precaución y debe confirmarse con nuevas muestras. 
Habita en ríos y arroyos, aparentemente, sin la compañía de otras especies del género Scleronema. Se alimentan de efemerópteros y de dípteros acuáticos inmaduros (quironómidos y simúlidos).
Ecorregionalmente, Scleronema teiniagua es endémica de la ecorregión de agua dulce Uruguay inferior.

## Conservación
Los autores recomendaron que, según los lineamientos para discernir el estatus de conservación de los taxones —los que fueron estipulados por la organización internacional dedicada a la conservación de los recursos naturales Unión Internacional para la Conservación de la Naturaleza (IUCN)—, en la obra Lista Roja de Especies Amenazadas Scleronema teiniagua sea clasificada como una “especie bajo preocupación menor” (LC), al no haberse podido detectar amenazas específicas.